# Сентрейлия (станция, Иллинойс)
Сентре́йлия (англ. Centralia) — железнодорожная станция в городе Сентрейлия штата Иллинойс США.

## Дальнее следование по станции

### Амтрак
| № поезда          | Маршрут движения      | № поезда          | Маршрут движения      |
| ----------------- | --------------------- | ----------------- | --------------------- |
| 58 «Новый Орлеан» | Новый Орлеан — Чикаго | 59 «Новый Орлеан» | Чикаго — Новый Орлеан |
| 390 «Салюки»      | Карбондейл — Чикаго   | 391 «Салюки»      | Чикаго — Карбондейл   |
| 392 «Иллини»      | Карбондейл — Чикаго   | 393 «Иллини»      | Чикаго — Карбондейл   |

## Адрес вокзала
- 62801, США, штат Иллинойс, г. Сентрейлия, Саут-Ок-стрит, 110